# Paraixeris
Paraixeris là một chi thực vật có hoa trong họ Cúc (Asteraceae).

## Loài
Chi Paraixeris gồm các loài: